# Armo (Reggio Calabria)
Armo è una frazione del comune di Reggio Calabria, situata nell'entroterra collinare della zona sud della città, a ridosso del monte San Demetrio. Fa parte della XIV circoscrizione.
Borgo di antica fondazione, porta sulle spalle una storia millenaria strettamente legata alla vicina Motta di Sant'Agata.
Altrettanto forte il legame con le presenze basiliane del reggino, con la presenza in particolare di Sant'Arsenio da Armo e del suo discepolo Sant'Elia Speleota.

## Collegamenti esterni

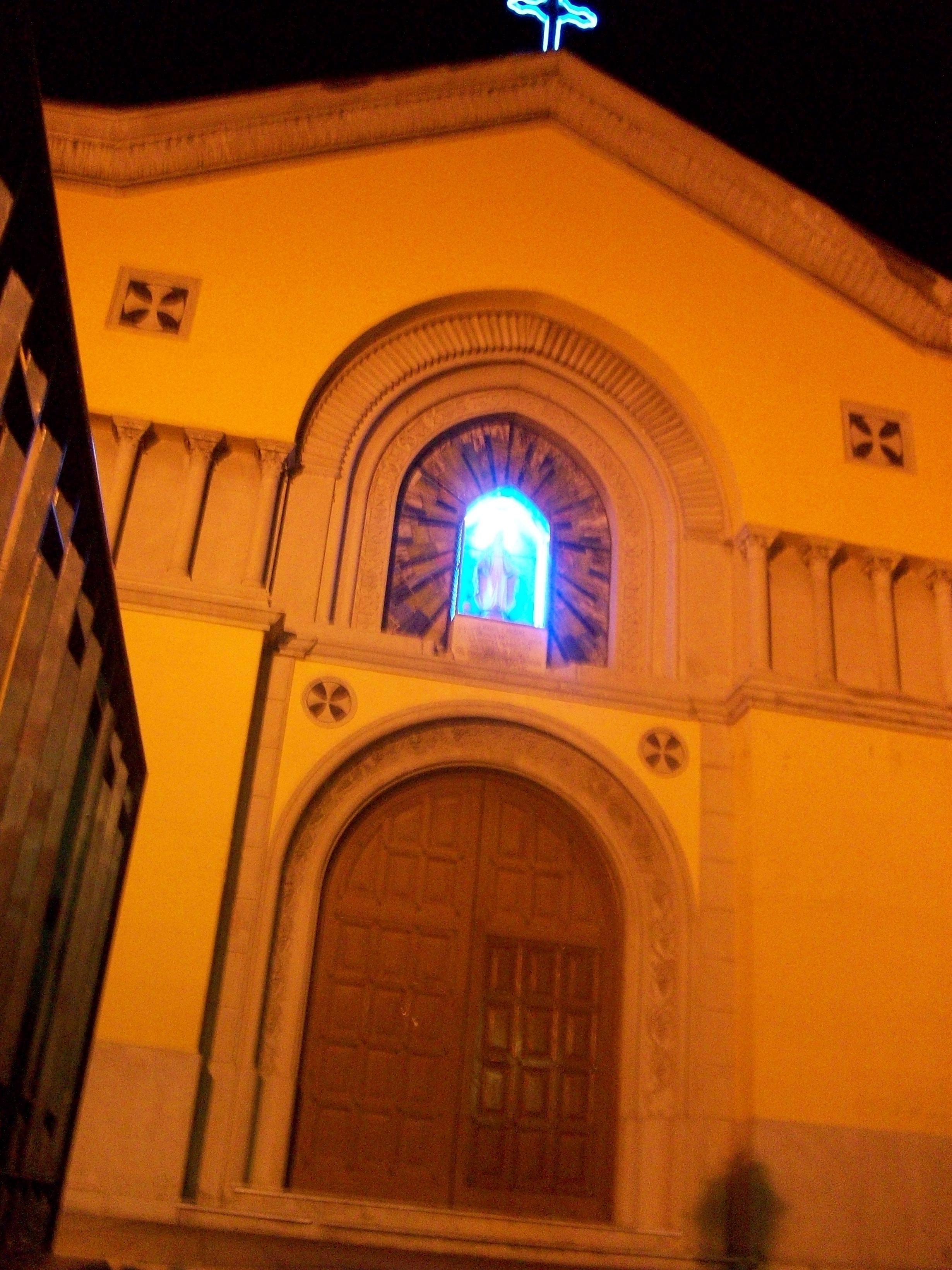
Chiesa di Maria SS. Assunta